# Trematoda
Trematoda là một lớp trong ngành Giun dẹp (Platyhelminthes). Nó bao gồm hai nhóm giun dẹp ký sinh, được gọi là sán lá.
Chúng là loài ký sinh bên trong động vật thân mềm và động vật có xương sống. Đa số các loài sán lá có vòng đời phức tạp với ít nhất hai vật chủ. Vật chủ chính, nơi sán lá sinh sản hữu tính, là động vật có xương sống. Vật chủ trung gian xảy ra sinh sản vô tính thường là ốc sên.

## Phân loại và đa dạng sinh học
Trematoda hay sán lá bao gồm 18.000 tới 24.000 loài, được chia thành hai phân lớp. Gần như tất cả loài sán lá là ký sinh trùng của động vật thân mềm và động vật có xương. Nhóm Aspidogastrea nhỏ hơn, bao gồm khoảng 100 loài, là loài ký sinh bắt buộc của động vật thân mềm và cũng có thể lây nhiễm sang các loài rùa và cá, bao gồm các loài cá sụn. Nhóm Digenea, phần lớn của các loài sán lá, là ký sinh trùng bắt buộc của cả động vật thân mềm và động vật có xương, nhưng hiếm khi xảy ra ở các loài cá sụn.
Hai lớp ký sinh khác, Monogenea và Cestoda, là các lớp chị em trong Neodermata, một nhóm của Rhabditophoran Platyhelminthes.